# Korsage
En corsage eller korsage betegner en stram, stropløs overdel til kvinder. Den kan være del af en dragt eller fungere som undertøj. En korsage er afstivet så den samtidig kan erstatte en BH, men er i modsætning til et korset ikke stiv nok til at forme kroppen.
Den er designet til at løfte barmen, stramme taljen ind og presse maven flad. En corsage kan enten snøres på ryggen eller lukkes med hægter.